# أنطوان ماري تشارلز غارنييه
أنطوان ماري تشارلز غارنييه هو سياسي فرنسي، ولد في 7 سبتمبر 1742 في تروا في فرنسا، وتوفي في 9 سبتمبر 1805 في Blaincourt-sur-Aube ‏ في فرنسا. نشط حزبياً في The Mountain ‏. وقد انتخب نائب فرنسي.